# Harnaaz Sandhu
Harnaaz Kaur Sandhu, född 3 mars 2000 i Chandigarh, är en indisk fotomodell och skönhetsdrottning, vinnare av Miss Universum 2021-tävlingen i Eilat i Israel.
Efter sin vinst blev hon den tredje indiska kvinnan att krönas till Miss Universum efter Sushmita Sen och Lara Dutta. Sandhu hade tidigare krönts till Miss Indien Universum 2021.